# Ільменау
Ільменау (нім. Ilmenau) — місто в Німеччині, розташоване в землі Тюрингія. Входить до складу району Ільм.
Площа — 62,64 км2. Населення становить 39 127 ос. (станом на 31 грудня 2021).
Важливий середньовічний осередок видобутку міді.

## Галерея

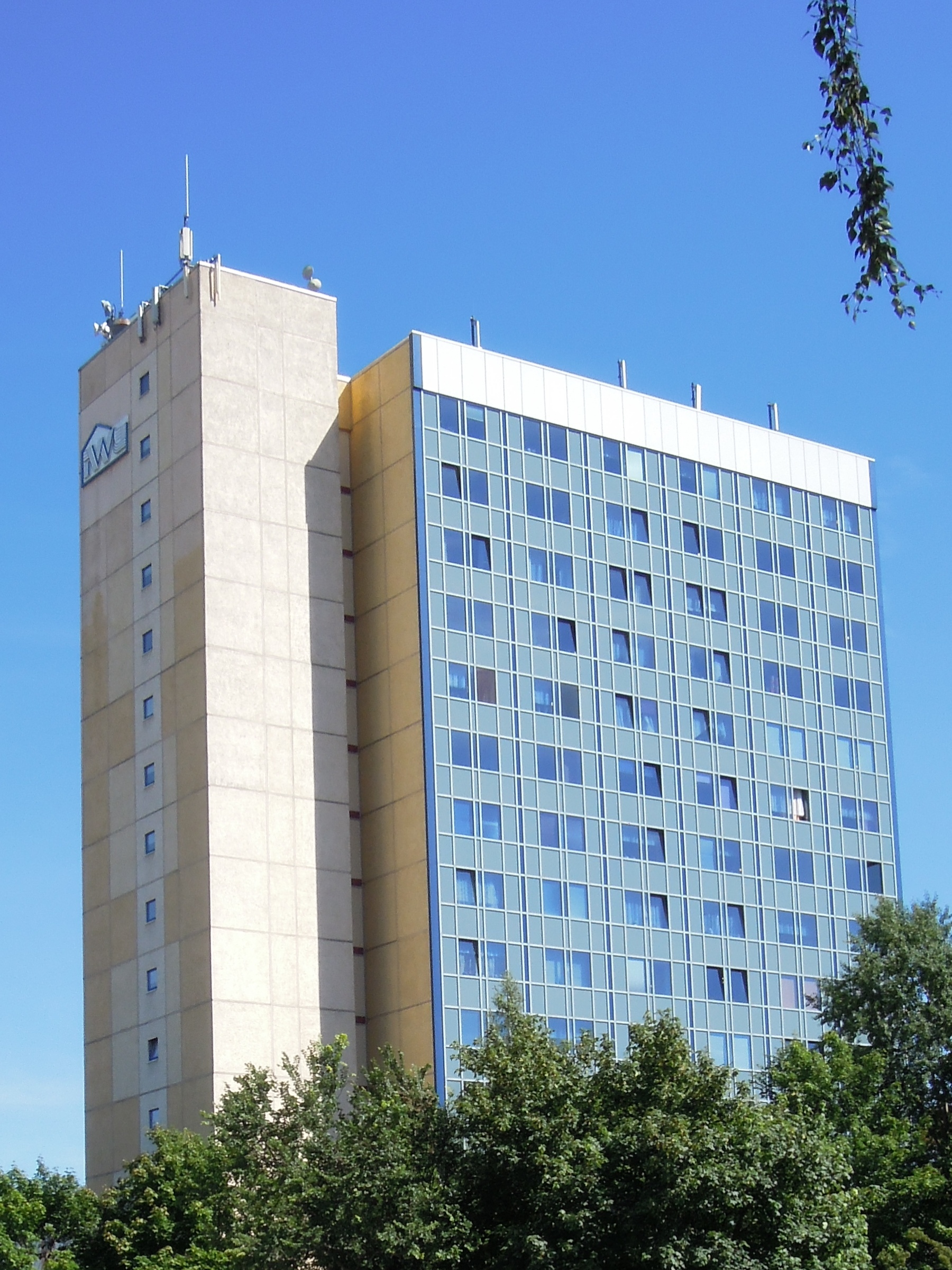
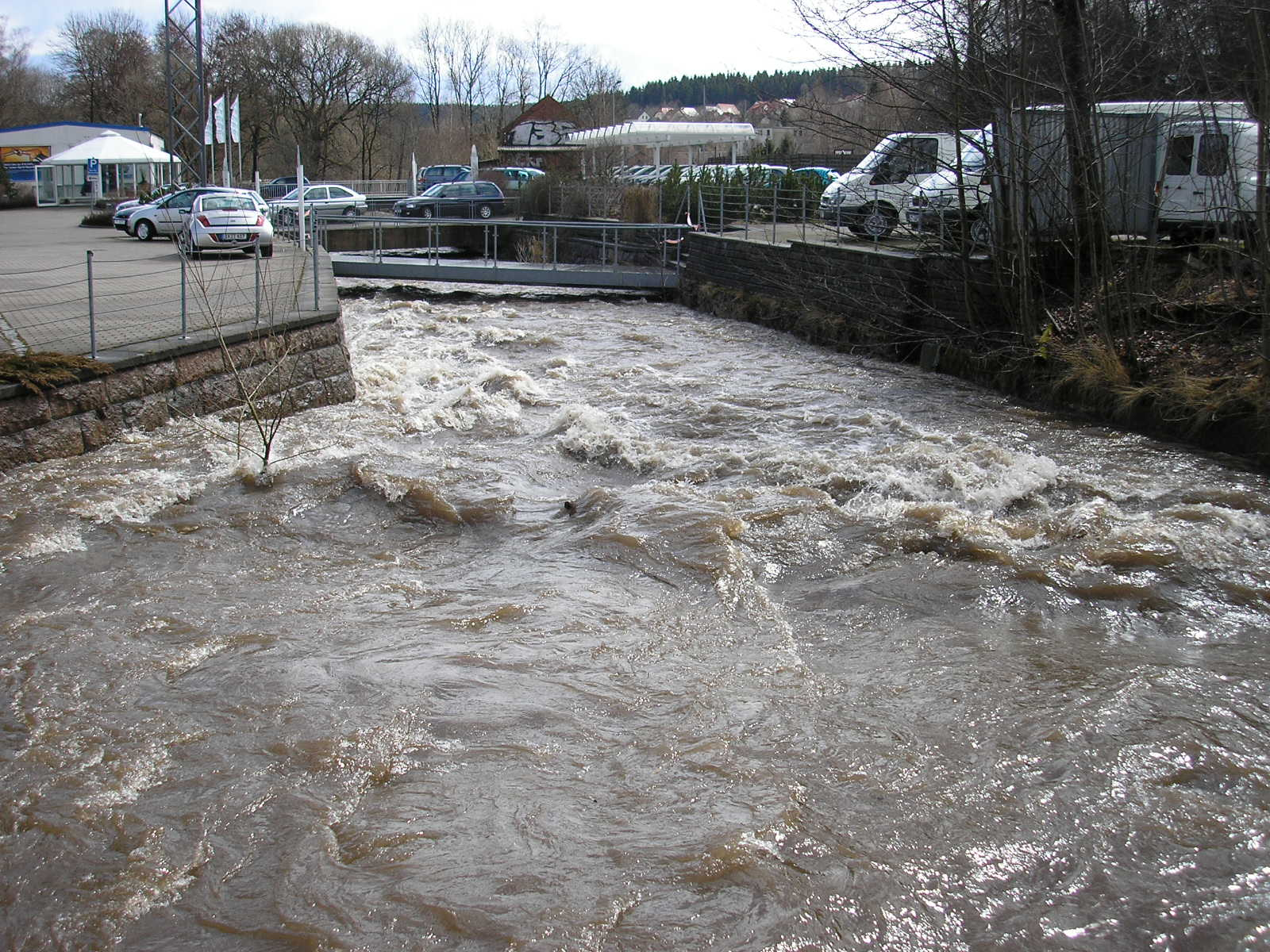
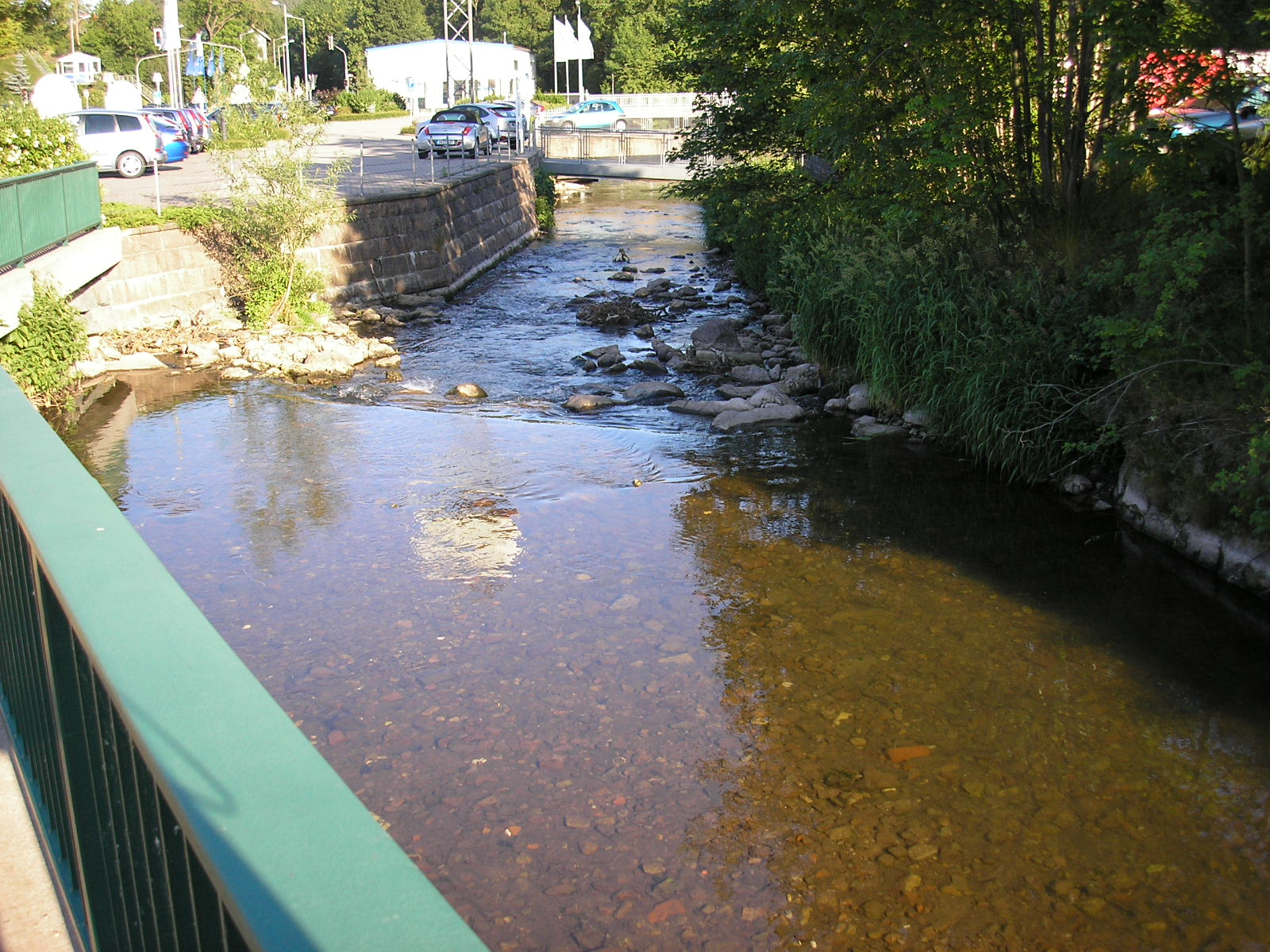
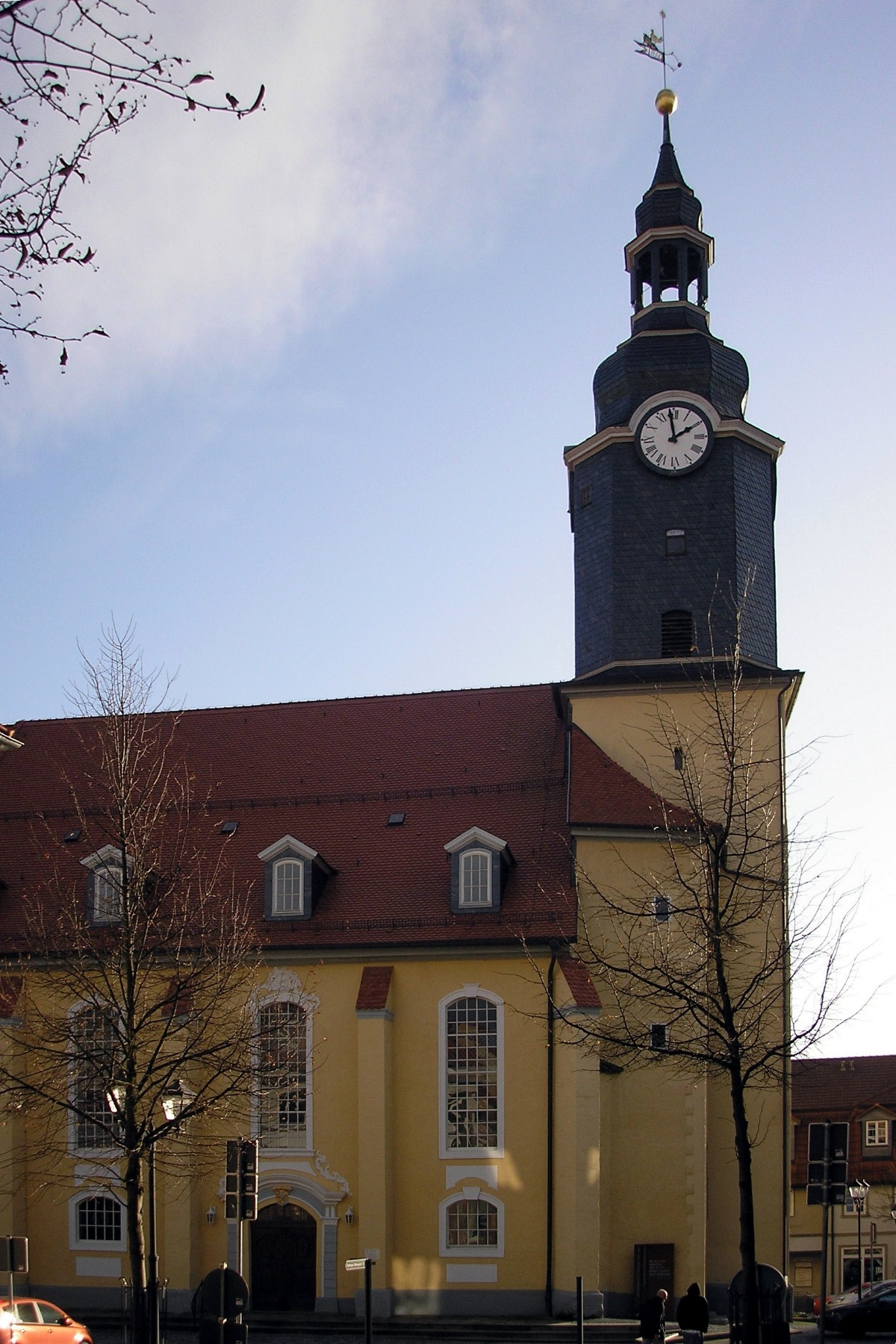
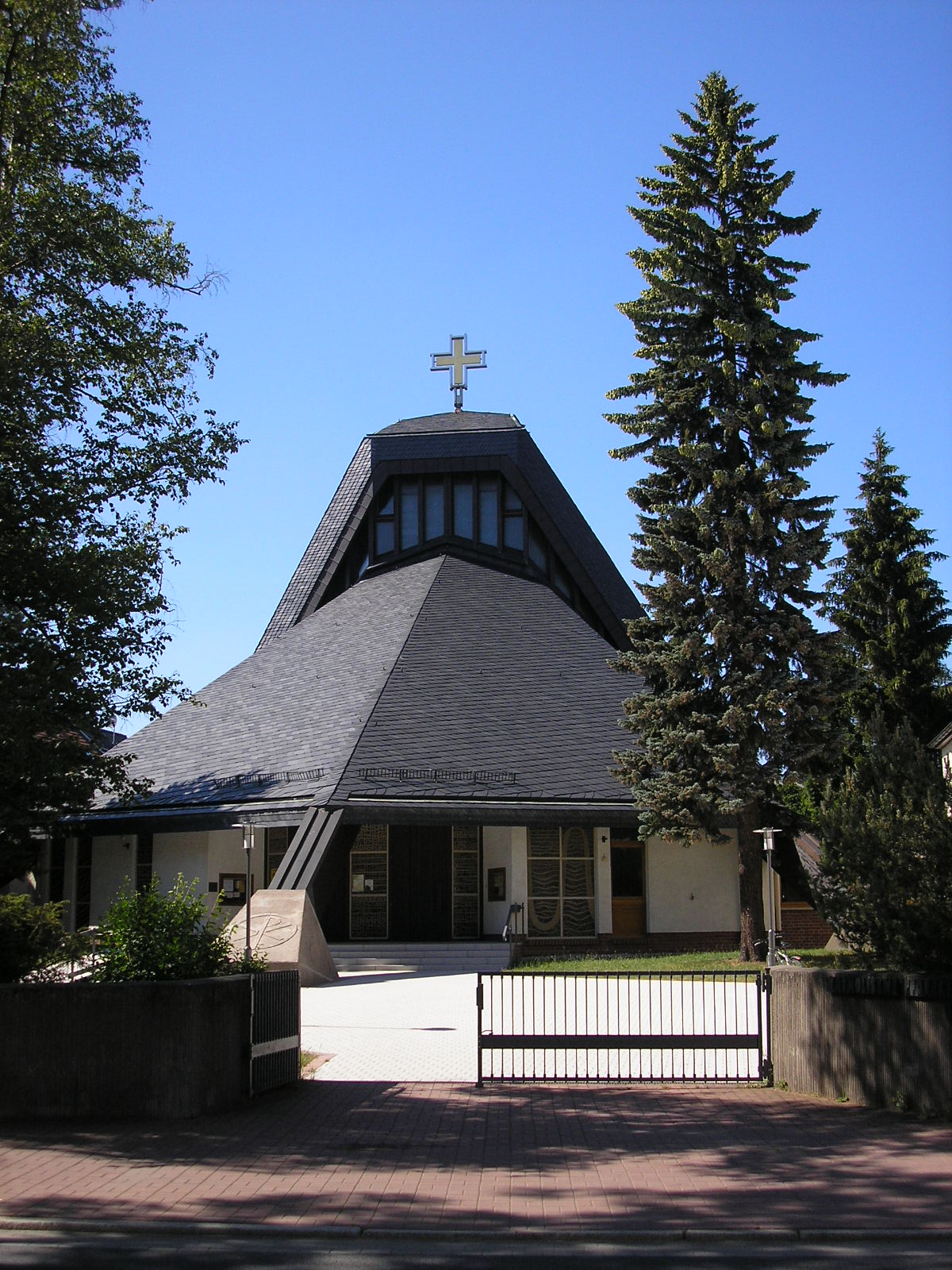
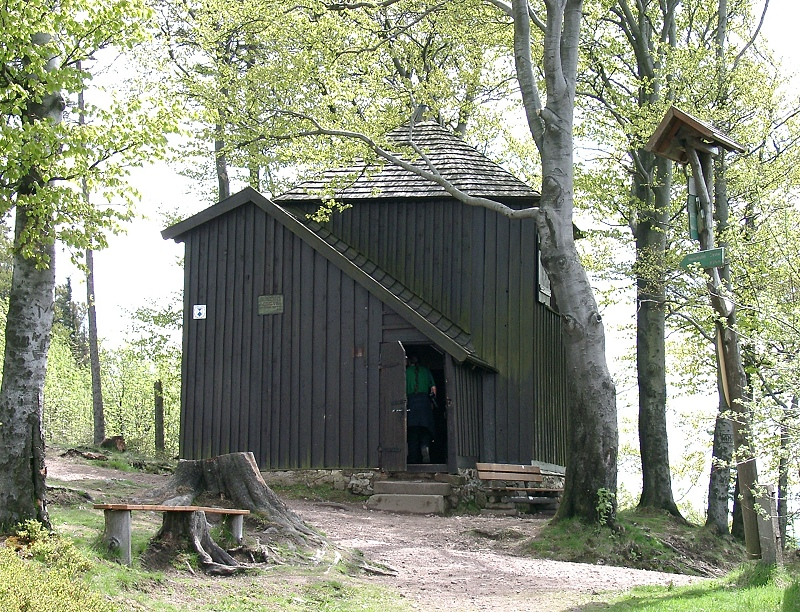